# Nyírvasvári, Szabolcs-Szatmár-Bereg
Nyírvasvári  este un sat în districtul Nyírbátor, județul Szabolcs-Szatmár-Bereg, Ungaria, având o populație de 1.979 de locuitori (2011). 

## Demografie
Componența etnică a satului Nyírvasvári
     Maghiari (89,65%)
     Romi (9,74%)
     Necunoscut (0,18%)
     Alții (0,43%)
Componența confesională a satului Nyírvasvári
     Greco-catolici (37,54%)
     Romano-catolici (14,15%)
     Reformați (8,64%)
     Fără religie (3,49%)
     Necunoscută (36,18%)
     Alte religii (3,54%)
Conform recensământului din 2011, satul Nyírvasvári avea 1.979 de locuitori. Din punct de vedere etnic, majoritatea locuitorilor (89,65%) erau maghiari, cu o minoritate de romi (9,74%). Apartenența etnică nu este cunoscută în cazul a 0,18% din locuitori. Nu există o religie majoritară, locuitorii fiind greco-catolici (37,54%), romano-catolici (14,15%), reformați (8,64%) și persoane fără religie (3,49%). Pentru 36,18% din locuitori nu este cunoscută apartenența confesională.